# Mikhaïl Nésterov
Mikhaïll Vassílievitx Nésterov, en ciríl·lic: Михаил Васильевич Нестеров (Ufà, Imperi Rus, 31 de maig de 1862 - Moscou, 18 d'octubre de 1942), va ser un pintor rus, el representant més destacat del simbolisme religiós al seu país.
Va rebre classes de Pàvel Txistiakov a l'Acadèmia Imperial de les Arts de Sant Petersburg i més tard es va unir al grup de pintors realistes russos autodenominats els Peredvíjniki. La seva obra La visió del jove Bartomeu (1890-91), on plasma la conversió de Sergi de Ràdonej, és considerada com l'inici del simbolisme rus i la seva primera obra mestra. De 1890 a 1910, Nésterov va residir a Kíev i a Sant Petersburg, ciutats on va pintar frescos a la Catedral de Sant Vladímir (Kíev) i a l'església del Salvador sobre la Sang Vessada (Sant Petersburg). El 1910 es va instal·lar a Moscou, on va passar la resta de la seva vida treballant per al Convent de Santa Marta i Santa Maria (Marfo-Marïinski). Fidel devot de l'Església Ortodoxa russa, no va donar suport a la Revolució d'Octubre de 1917 ni hi va simpatitzar, però va romandre a la Unió Soviètica fins a la seva mort.
A part de les seves obres d'assumpte religiós, va ser un retratista excel·lent, encara que no va abordar aquest gènere fins al 1906, ja en plena maduresa. Entre d'altres personalitats, va pintar Ivan Ilín, Ivan Pàvlov, Otto Schmidt, Vera Múkhina o Pàvel Florenski.
Algunes de les obres mestres de Mikhaïl Nésterov es conserven al Museu Rus de Sant Petersburg i a la Galeria Tretiakov de Moscou.

## Galeria

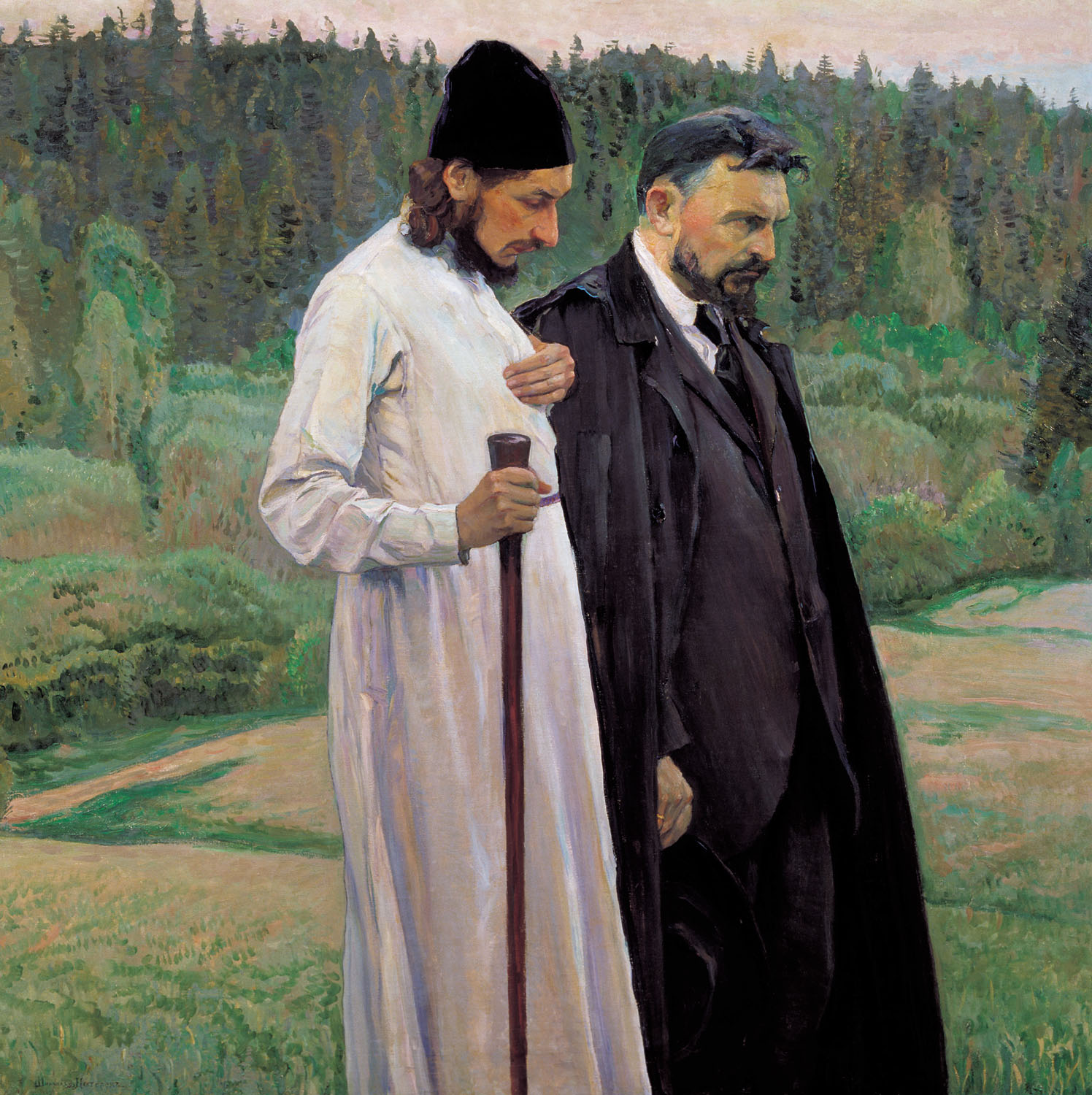
Filòsofs (Pàvel Florenski i Serguei Bulgàkov), 1917; Galeria Tretiakov, Moscou
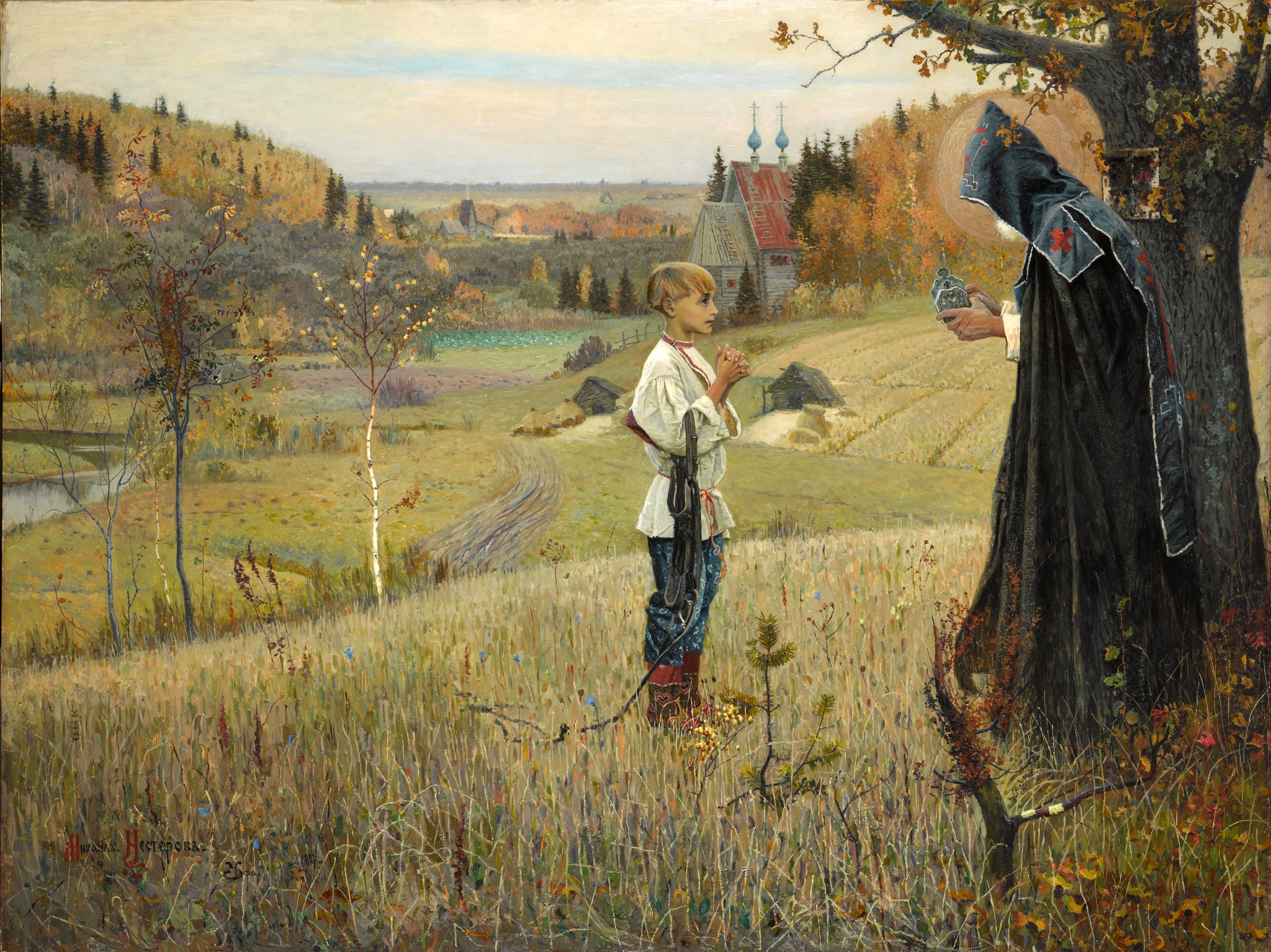
La visió del jove Bartomeu (1890); Galeria Tretiakov, Moscou